# 취약국가지수

2005~2013년 간 실패국가지수(Failed States Index)에 따른 실패국가
경보
경고
안정
지속 가능
정보 없음 / 의존 영토

취약국가지수(脆弱國家指數, Fragile States Index, FSI, 과거 명칭: 실패국가지수(失敗國家指數, Failed States Index))는 미국의 싱크탱크인 평화기금회와 미국의 잡지인 《포린 폴리시》가 2005년 이후로 한 해에 한 차례씩 출간하는 보고서이다.
이 목록은 충돌 또는 붕괴에 대한 국가들의 취약성을 측정하며 분석을 위해 데이터가 충분한 UN의 자격이 있는 모든 독립국들의 순위를 매긴다. 중화민국, 팔레스타인 영토, 북키프로스, 코소보, 서사하라는 순위에 없으나 하나 이상의 다른 국가에 의해 자주적으로 인식된다. 순위는 12가지 지표로 점수를 합산하여 정해진다. 각 지표는 0~10으로 점수가 매겨지며 0은 가장 낮은 강도(가장 안정적), 10은 가장 높은 강도(가장 불안정적)을 의미하고 0~120의 스케일을 만든다.

## 방법론
이 지수의 순위는 국가 취약성의 12가지 지표에 근간을 두며 분류에 따라 묶는다: 사회적(4개), 경제적(2개), 정치적(6개).
점수들은 내용 분석, 양적 데이터, 질적 리뷰를 동반한 프로세스를 통해 취득한다. 내용 분석 단계에서는 100,000건이 넘는 영어 또는 번역된 출처(소셜 미디어는 제외)로부터 수백만 건의 문서들이 스캔된 다음 지표에 연결된 불리언 기반의 데이터 정렬을 위해 특정한 필터와 검색 변수를 이용하여 평화기금회의 CAST(Conflict Assessment Systems Tool)를 통해 걸러내고 알고리즘에 기반한 점수를 할당한다. CAST 분석에 따라 유엔, 세계보건기구(WHO), 월드 팩트북, 국제 투명성 기구, 세계은행, 프리덤 하우스와 같은 출처들로부터 기원하는 양적 데이터가 통합된 다음 국가별 각 지표의 질적 리뷰 단계로 넘어간다.
지수에서 함께 고려되는 지표들은 국가가 붕괴 또는 충돌할 취약성을 측정하는 수단이며 국가들을 일련의 분류로 순위를 매기는데, 이 분류들은 지속 가능(sustainable), 안정적(stable), 경고(warning), 경보(alert)로 나뉜다. 심각도에 따라 각 계층 안에 점수들이 하위 분류된다. 점수는 다음과 같다:
| 분류      | FSI 점수*  | 계층 (2016)                                           | 2015-2016 색 | 2005-2014 색 |
| --------- | ---------- | ----------------------------------------------------- | ------------ | ------------ |
| 경보      | 90.0-120.0 | 매우 높음: 110+ 높음: 100-109.9 경보: 90-99.9         | 빨강         | 빨강         |
| 경고      | 60.0-89.9  | 높음: 80-89.9 경고: 70-79.9 낮음: 60-69.9             | 노랑-주황    | 주황         |
| 안정적    | 30.0-59.9  | 덜 안정적: 50-59.9 안정적: 40-49.9 더 안정적: 30-39.9 | 녹색         | 노랑         |
| 지속 가능 | 0.0-29.9   | 지속 가능: 20-29.9 매우 지속 가능: 0-19.9             | 파랑         | 녹색         |
| 미할당    | N/A        | -                                                     | 밝은 회색    | 밝은 회색    |

최상위 3개의 분류에 속하는 모든 국가들은 자국의 사회와 기관들이 실패에 취약하다는 것을 나타낸다. 그러나 FSI는 변화의 속도나 방향을 측정하지 않기 때문에 국가들이 언제 폭력성이나 붕괴를 경험할지를 측정하는 도구로 고안되지는 않았다. 더 취약한 "경고"나 "경보" 영역으로 들어가는 국가보다 더 빠르게 악화되는 국가가 "안정" 영역에 분류될 수 있으며 더 조속히 폭력을 경험할 수 있다.
이와 반대로 빨강 영역에 속하는 국가들은 취약하긴 하지만 긍정적인 복구 징조라든지 더 속도가 느린 악화를 나타낼 수 있으며 경감 전략을 채택할 시간을 줄 수 있다.

## 지표
상기에 자세히 설명된 FSI 점수들은 다양한 관점의 국가 안정성과 국력과 관련한 12개의 개개의 지표들의 점수들의 합이다. 각각은 0~10 사이로 점수가 매겨지며 점수가 더 높을수록 취약성이 더 높은 수준에 이른다는 것을 이야기한다. 지표들은 사회적, 경제적, 정치적 분류, 이렇게 3가지 분류로 나뉜다.

### 사회적 지표
- 인구압: 식량공급 및 기타 생명 유지 자원 대비 높은 인구 밀도에서 비롯되는 압력은 정부가 시민을 보호하기 어렵게 만든다. 압력에는 질병, 자연재해, 인구 증가, 영아 사망률, 환경 위험에서 비롯되는 것들이 포함된다. 이러한 압력에 응하기 위한 정부의 능력과 의지가 점수 반영에 고려된다.
- 난민과 국내실향민(IDP): 인구 이동과 연계된 압력은 공적 자원에 부담을 주고 안보에 위협을 준다. 이 지표는 두 가지 방향에서의 이동과 관련된다: 국가에서 떠나는 사람들과 국가에 들어오는 사람들. 난민/IDP 캠프, 난민/IDP(1인당), 흡수 능력, 완화 노력, 목표가 되는 폭력과 억압이 측정 대상이다.
- 집단 불만: 단체 간 긴장이나 폭력이 있으면 국가의 안보를 약화시킬 수 있다. 차별, 도덕적 폭력, 공동체 간 분쟁, 시민 전쟁의 폭력, 종교적 폭력과 관련한 압력이 박해나 억압, 일상화된 정치적 배제를 위해 정부 당국이나 지배적인 단체들에 의해 자행되는, 적법한 처벌 절차가 없는 잔혹행위와 더불어 포함된다.[8]
- 인류 비행 및 두뇌 유출: 1인당 이주 비율, 특히 교육을 받은 인구의 이주와 관련하여 측정되며 충돌 전 또는 중간 정도의 충돌을 일으키곤 한다. 망명 및 재외국민 공동체의 송금 및 성장 또한 측정 기준으로 사용된다.[8]

### 경제적 지표
- 불공평한 경제 발전: 교육, 직업, 경제 지위에 따른 단체 기반의 불공평, 인식되는 불공평은 국가 내 사회 계획의 불공평한 헌신으로 이어질 수 있다. 단체 기반의 빈곤, 교육 수준, 슬럼의 존재, 주택 공급과 고용의 공평성이 측정 기준으로 된다.

- 가난과 경제 침체: 전반적으로 사회의 점진적인 경제 침체(측정 기준: 1인당 소득, GNP, 경제적 적자, 실업, 가난 수준, 사업 실패, 인플레이션)는 시민에게 제공되는 국가의 능력을 제약시키며 단체 간 마찰을 일으킬 수 있다. 또, 국가가 정부 직원들과 군대에 급료를 제공하지 못한다든지, 연금과 같은 시민에게 그 밖의 재정적 의무를 지운다든지 등도 기준에 포함된다.[8]

### 정치적 지표
- 국가의 준법성: 부정부패 외에도 사회 계약을 약화시키는 대표성의 결여는 시민들이 국가 제도와 프로세스의 확신을 잃게 만든다. 지배 계층의 엘리트에 의한 부패 또는 부당 이익을 취하는 일, 투명성에 대한 저항, 민주주의 수준, 불법 경제, 시위, 데모가 측정 기준에 포함된다.

- 공공 서비스: 기초적인 국가 기능의 부재 또는 부족은 국가가 국가의 주 역할들 가운데 하나를 수행하지 못하는 것을 나타낸다. 의료, 교육, 위생, 대중 교통, 치안, 인프라와 같은 필수적인 서비스들이 측정 기준에 포함된다. 또, 경비부대, 간부 직원, 중앙은행, 외교부 등 지배 계층의 엘리트를 보살피는 기관들의 국가적 장치의 이용도 측정 대상이다.

- 인권과 법치주의: 기초적 권리의 불공평항 보호나 위반은 국가가 주된 책임을 수행하지 못한다는 것을 의미한다. 언론의 자유, 시민의 자유, 또 개인, 단체, 문화적 제도의 법적, 정치적, 사회적 권리의 만연한 악용이 측정 기준에 포함된다.[8]

- 안보적 장치: 처벌을 받지 않고 행동하는 엘리트나 근위병의 출현은 안보적 장치의 독점에 도전하게 되며 이는 사회계약을 약화시킨다. 내부 충돌, 폭동, 항의, 군사 쿠데타, 반역 활동, 정치적 반대세력을 위협하는 국가 지원 민병대의 출현이 측정 기준에 포함된다.

- 파벌화된 엘리트: 지배 계층의 엘리트와 국가 제도의 파벌화는 공동의 신뢰감을 약화시킨다. 측정 기준에는 엘리트의 권력 투쟁, 결함이 있는 선거, 공격적인 국가적 미사여구의 사용이 포함된다.

- 외부 간섭: 국무에 대한 외부인의 간섭은 국가가 자국내 또는 국제적 의무를 충족하지 못한다는 신호를 준다. 대외 원조 수준, 평화 유지 활동자 또는 UN 임무의 존재, 대외 군사 간섭, 형벌, 신용등급이 측정 기준에 속한다. 기부자에 의한 간섭, 특히 대외 원조나 평화유지임무에 대한 과의존 경향이 있으면 이것 또한 고려 대상이다.[8]

## 같이 보기
- 중우정치
- 바나나 공화국